# The Peninsular and Oriental Steam Navigation Company
The Peninsular and Oriental Steam Navigation Company (P&O) – brytyjskie przedsiębiorstwo żeglugowe i logistyczne, którego początki sięgają XIX wieku. Niegdyś jeden z największych armatorów na świecie, przez znaczną część swojej historii prowadził przewozy pasażerskie i pocztowe pomiędzy Wielką Brytanią a brytyjskimi koloniami w Indiach i Australii.
Obecnie (od 2006 roku) The Peninsular and Oriental Steam Navigation Company jest spółką zależną emirackiego przedsiębiorstwa logistycznego DP World, zarządzającą portami kontenerowymi. Marką P&O posługuje się kilka innych podmiotów należących do DP World, w tym: P&O Ferries (operator promów morskich), P&O Ferrymasters (multimodalny transport towarowy) oraz P&O Maritime Logistics (morskie usługi logistyczne). Prawa do korzystania z marki P&O posiada również operator statków wycieczkowych P&O Cruises, stanowiący własność amerykańsko-brytyjskiej spółki Carnival Corporation.

## Historia
Zwyczajowo za początek istnienia przedsiębiorstwa uznawany jest rok 1837, kiedy to założona przez Brodiego Willcoxa, Arthura Andersona oraz Richarda Bourne'a spółka Peninsular Steam Navigation Company uzyskała od rządu brytyjskiego kontrakt na przewóz poczty drogą morską pomiędzy Wielką Brytanią a Hiszpanią i Portugalią. Formalne założenie spółki, pod jej obecną nazwą, nastąpiło w grudniu 1840 roku na mocy edyktu królewskiego (royal charter). Wcześniej w tym samym roku spółka uzyskała dodatkowo kontrakt na przewóz poczty do Aleksandrii (Egipt), skąd przesyłki trafiały dalej do brytyjskich posiadłości kolonialnych na Półwyspie Indyjskim. W 1842 roku P&O uruchomiło połączenia z Suezu do Indii. W kolejnych latach statki P&O zaczęły docierać do Singapuru i Hongkongu (1845) oraz Australii (1852).
Przedsiębiorstwo rozwijało się w okresie zachodzącej transformacji żeglugi morskiej – wypierania statków żaglowych przez parowce, które pozwalały nawet kilkukrotnie skrócić czas podróży oraz czyniły go bardziej przewidywalnym. Do 1850 roku flota przedsiębiorstwa rozrosła się do 23 statków, z których wszystkie były parowcami.
W 1914 roku P&O przejęło konkurencyjną spółkę żeglugową British-India Steam Navigation Company, wówczas największe brytyjskie przedsiębiorstwo żeglugowe. Tym samym wielkość floty uległa powiększeniu z 70 do 201 statków, a jej łączny tonaż z 549 tys. do 1,1 mln RT. Podczas I wojny światowej wiele spośród statków P&O zostało zarekwirowanych dla celów wojennych, a blisko połowa floty zatonęła. Mimo tego za sprawą kolejnych przejęć, m.in. New Zealand Shipping Company (1916) oraz General Steam Navigation Company (1920), do 1923 roku przedsiębiorstwo znalazło się w posiadaniu 500 statków, tym samym stając się największym armatorem na świecie.
W przededniu II wojny światowej P&O oraz jej spółki zależne posiadały łącznie 371 statków o łącznym tonażu 2,2 mln RT. Podczas wojny zostały zatopione 182 z nich o tonażu 1,2 mln RT. W okresie powojennym nastąpiła odbudowa floty, ze szczególnym naciskiem na statki towarowe. Zmierzch imperium brytyjskiego, w tym uzyskanie niepodległości przez Indie (1947), oraz rozwój transportu lotniczego wiązały się z malejącym zapotrzebowaniem na przewozy pasażerskie i pocztowe, które dotychczas stanowiły podstawę działalności P&O. Działalność przedsiębiorstwa uległa dywersyfikacji – w latach 50. P&O rozpoczęło eksploatację tankowców, a w latach 60. chłodnicowców oraz promów samochodowych; przystąpiło również do konsorcjum Overseas Containers, będącego jednym z pionierów transportu kontenerowego. Spółka podjęła także działalność w branży budowlanej (Bovis Homes) oraz w sektorze naftowo-gazowym. W 1969 roku P&O zaprzestało obsługi ostatniego rozkładowego połączenia pasażerskiego; usługi pasażerskie od tamtej pory ograniczały się do przewozów promowych (m.in. przez kanał La Manche) oraz rejsów wycieczkowych.
Na przełomie XX i XXI wieku działalność P&O skoncentrowano na przewozach promowych, obsłudze infrastruktury portowej i usługach logistycznych. Działy odpowiedzialne za inne obszary działalności sprzedano. Obsługę statków wycieczkowych przejęła usamodzielniona w 2000 roku spółka P&O Princess Cruises (w 2003 wykupiona przez Carnival Corporation; obecne P&O Cruises). W 2006 roku P&O zostało wykupione przez emirackie przedsiębiorstwo DP World. Obie spółki, choć w pełni od siebie niezależne, zachowały prawo do korzystania z marki „P&O” ze względu na jej daleko idącą rozpoznawalność. W 2022 roku miał miejsce nagłośniony w brytyjskich mediach skandal, który wyniknął ze sposobu w jaki zarząd P&O Ferries (część grupy DP World) zwolnił blisko 800 pracowników zatrudnionych na promach należących do przedsiębiorstwa. Doprowadził on do kryzysu wizerunkowego marki, który dotknął oba przedsiębiorstwa.

## Galeria

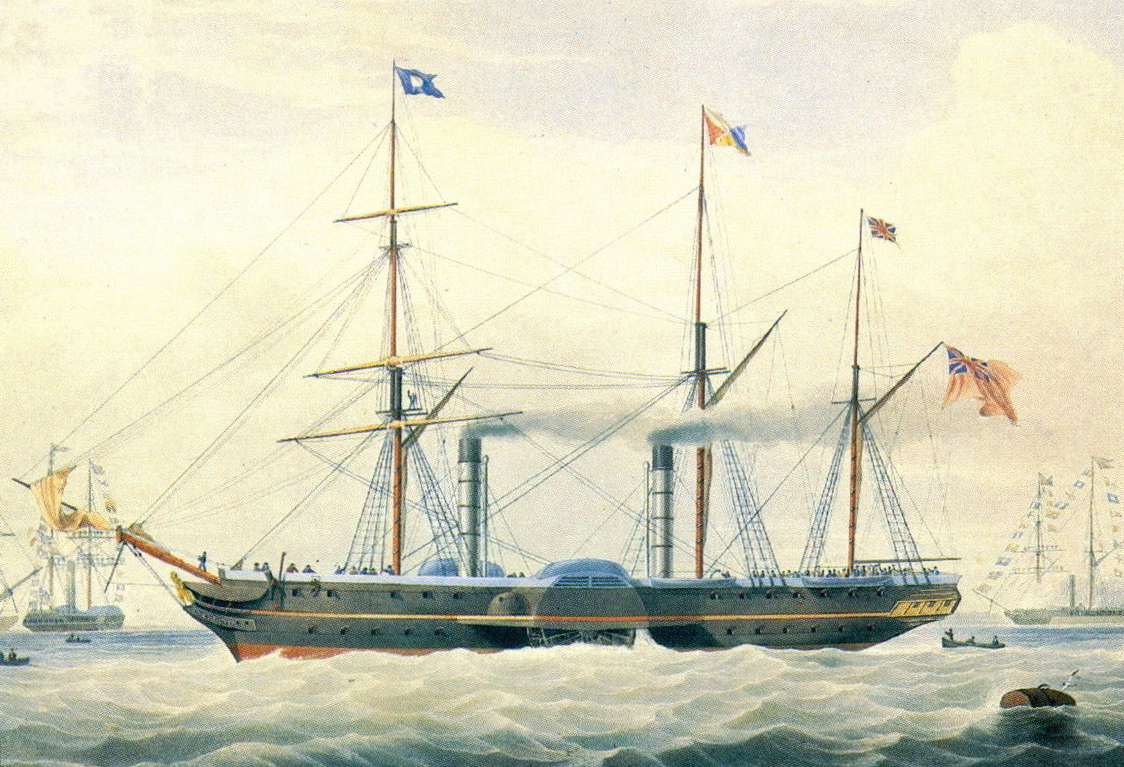
Parowo-żaglowy statek pasażersko-pocztowy SS „Hindostan”(inne języki) (1842)
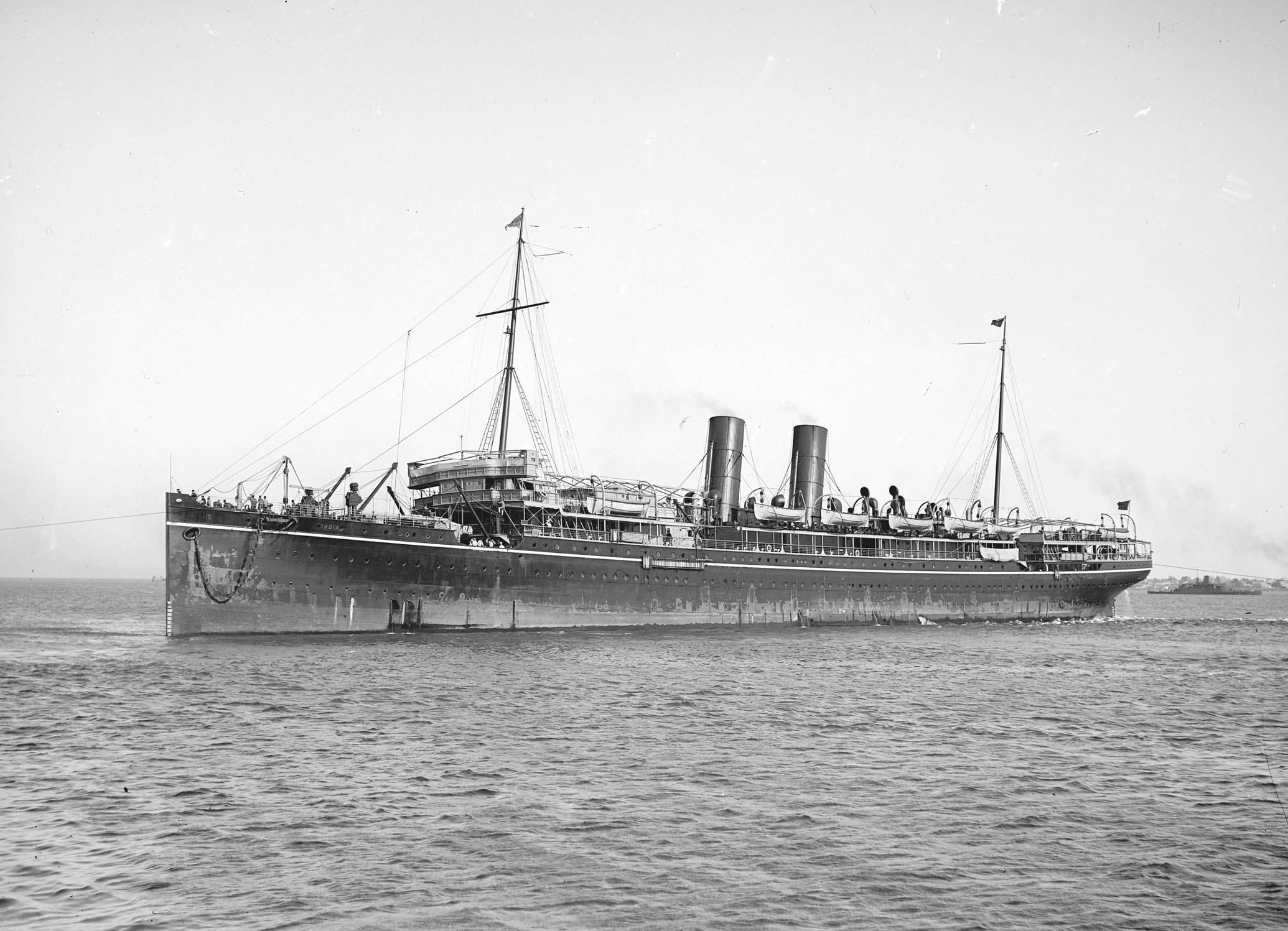
Statek pasażerski SS „India”(inne języki) (1896)
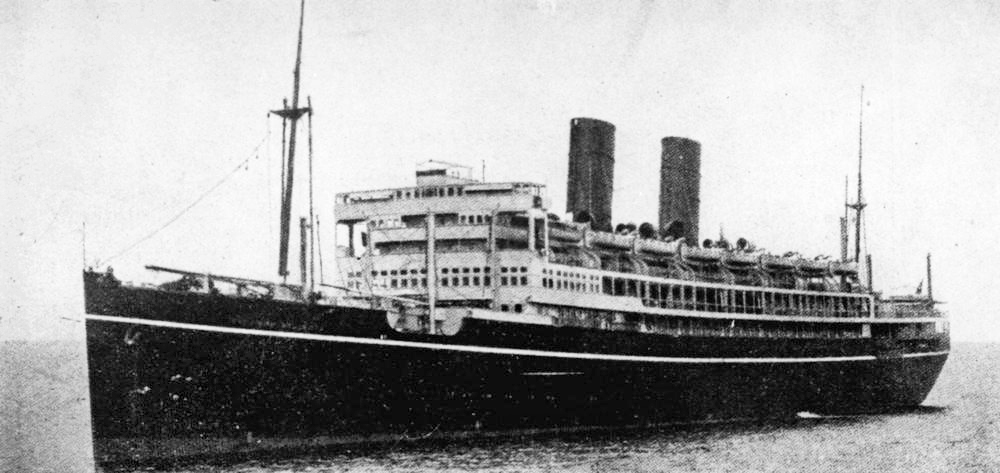
Statek pasażerski RMS „Viceroy of India” (1929)
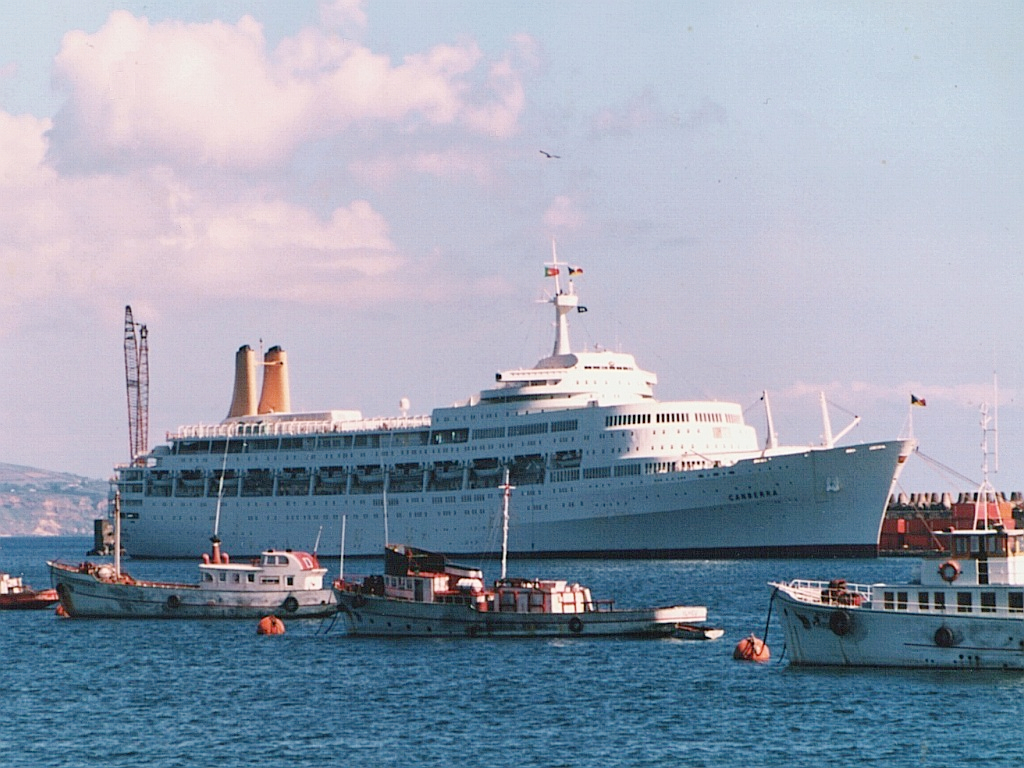
Statek pasażerski SS „Canberra” (1960)

## Uwaga
1. ↑  Do czasu otwarcia Kanału Sueskiego (1869) podróż z Wielkiej Brytanii do Indii wiązała się z koniecznością przedostania się z Aleksandrii nad Morzem Śródziemnym do Suezu nad Morzem Czerwonym drogą lądową[6].
2. ↑  British-India Steam Navigation Company zachowała odrębną tożsamość w ramach grupy P&O do 1971 roku, kiedy to została w pełni zintegrowana ze spółką macierzystą[6].
3. ↑  Liczba statków pod banderą P&O oraz jej spółek zależnych.